# McMinn County
McMinn County ist ein County im Bundesstaat Tennessee der Vereinigten Staaten. Das U.S. Census Bureau hat bei der Volkszählung 2020 eine Einwohnerzahl von 53.276 ermittelt. Der Verwaltungssitz (County Seat) ist Athens.

## Geographie
Das County liegt fast im äußersten Südosten von Tennessee, ist im Osten etwa 40 km von North Carolina, im Süden etwa 45 km von Georgia entfernt und hat eine Fläche von 1119 Quadratkilometern, wovon 5 Quadratkilometer Wasserfläche sind. Es grenzt im Uhrzeigersinn an folgende Countys: Roane County, Loudon County, Monroe County, Polk County, Bradley County und Meigs County.

## Geschichte
McMinn County wurde am 13. November 1819 aus Cherokee-Land gebildet. Benannt wurde es nach Joseph McMinn, einem Mitglied der Verfassunggebenden Versammlung (Constitutional Convention) von Tennessee und späteren Gouverneur.
Während der sogenannten Schlacht von Athens forderten Kriegsrückkehrer ein Ende der langjährigen Korruption und Wahlfälschungen in McMinn County, was während der Wahlen am 1. August 1946 in einem Scharmützel zwischen den Sheriffs und ehemaligen Soldaten mündete.

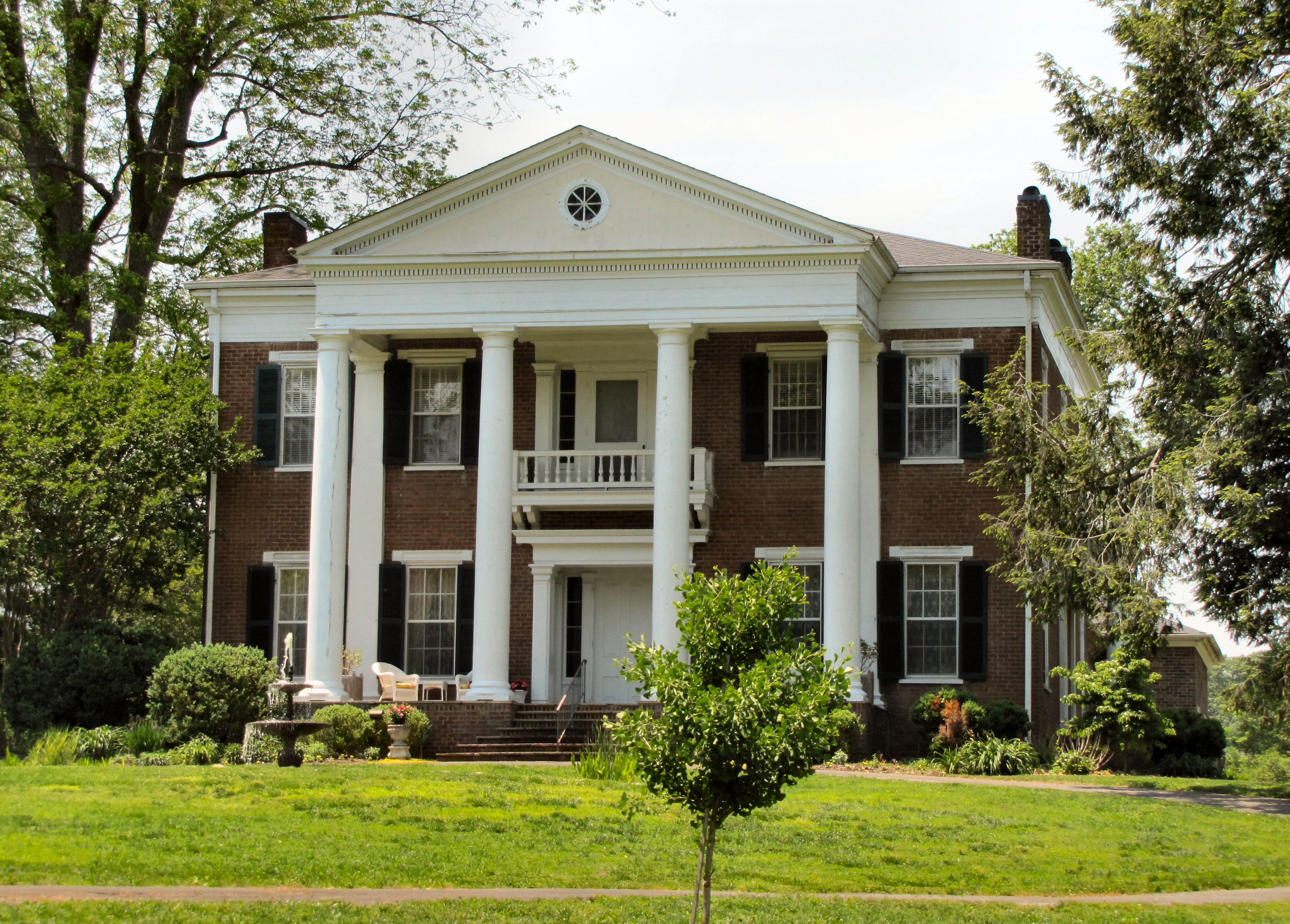
Das Alexander H. Keith House ist einer von 18 Einträgen des Countys im NRHP.

18 Bauwerke und Stätten des Countys sind im National Register of Historic Places (NRHP) eingetragen (Stand 23. August 2018).

## Demografische Daten

Alterspyramide McMinn County

Nach der Volkszählung im Jahr 2000 lebten im McMinn County 49.015 Menschen in 19.721 Haushalten und 14.317 Familien. Die Bevölkerungsdichte betrug 44 Einwohner pro Quadratkilometer. Ethnisch betrachtet setzte sich die Bevölkerung zusammen aus 92,72 Prozent Weißen, 4,48 Prozent Afroamerikanern, 0,27 Prozent amerikanischen Ureinwohnern, 0,70 Prozent Asiaten, 0,02 Prozent Bewohnern aus dem pazifischen Inselraum und 0,75 Prozent aus anderen ethnischen Gruppen; 1,06 Prozent stammten von zwei oder mehr Ethnien ab. 1,80 Prozent der Bevölkerung waren spanischer oder lateinamerikanischer Abstammung.
Von den 19.721 Haushalten hatten 31,4 Prozent Kinder und Jugendliche unter 18 Jahre, die bei ihnen lebten. 58,7 Prozent waren verheiratete, zusammenlebende Paare, 10,6 Prozent waren allein erziehende Mütter und 27,4 Prozent waren keine Familien. 24,4 Prozent waren Singlehaushalte und in 10,4 Prozent lebten Personen im Alter von 65 Jahren oder darüber. Die Durchschnittshaushaltsgröße betrug 2,45 und die durchschnittliche Haushaltsgröße betrug 2,90 Personen.
23,9 Prozent der Bevölkerung waren unter 18 Jahre alt, 8,4 Prozent zwischen 18 und 24, 28,5 Prozent zwischen 25 und 44, 24,8 Prozent zwischen 45 und 64 und 14,3 Prozent waren älter als 65. Das Durchschnittsalter betrug 38 Jahre. Auf 100 weibliche Personen kamen statistisch 93,4 männliche Personen und auf 100 Frauen im Alter von 18 Jahren und darüber kamen 89,8 Männer.
Das jährliche Durchschnittseinkommen eines Haushalts betrug 31.919 USD, das Durchschnittseinkommen der Familien betrug 38.992 USD. Männer hatten ein Durchschnittseinkommen von 31.051 USD, Frauen 20.524 USD. Das Prokopfeinkommen betrug 16.725 USD. 10,9 Prozent der Familien und 14,5 Prozent der Einwohner lebten unterhalb der Armutsgrenze.